# Vaðalfjöll
Beim Doppelgipfel der Vaðalfjöll handelt es sich um einen 509 m hohen Berg im Westen Islands.

## Lage
Die Vaðalfjöll mit ihrem charakteristischen, auffallenden Doppelgipfel liegen zwischen dem Berufjörður, einem Seitenarm des Breiðafjörður, und dem Þorskafjörður im Bezirk Austur-Barðastrandarsýsla. Die Gegend gehört zu den südlichen Westfjorden. Etwa 20 km südlich des Berges befindet sich auf einer Landzunge der kleine Ort Reykhólar.

## Name
vað bedeutet Furt im Isländischen. Es gibt Überlieferungen, die von einer Furt durch den Þorskafjörður berichten, bei deren Benutzung man sich am Anblick dieses Gipfels, der aus der Ferne in etwa die Form einer in die Luft ragenden Schraube hat, orientiert hätte.
Eine andere Quelle vermutet, dass der Name von den großen Schlickflächen (isl. vaðlar) im Þorskafjörður herrühren könnte.
Der Plural fjöll (dt. Berge) rührt von der Form des Doppelgipfels her, der seinerseits ca. 100 m über das umgebende Hochland aufragt.

## Geologische Beschreibung
Die Gegend im Osten des Fjords Breiðafjörður war vor ca. 7 Millionen Jahren vulkanisch aktiv. Damals lief die Riftzone über diesen Landstrich.
Der Berg gehörte zu einem großen Zentralvulkan, der zu der Zeit aktiv war, inzwischen aber während etlicher Kaltzeiten des Eiszeitalters stark erodiert wurde. Bei dem Doppelgipfel handelt es sich demnach um die Reste einer Intrusion, die in einem Vulkanschlot erstarrt ist.

## Zufahrt und Besteigung
Von der Route 60, die in die Westfjorde nach Isafjörður führt, zweigt etwas südlich von Bjarkalundur eine Piste nach Nordosten in die Berge ab. Diese kann im Sommer auch mit normalem PKW befahren werden.
Man kommt bis auf ca. 450 m hoch, wo sich am Fuße der Berge ein Parkplatz befindet. Von dort aus gibt es mehrere Wege zu den Gipfeln. Am günstigsten ist es, den in Richtung Norden zu nehmen, der zunächst unterhalb der Gipfel vorbei- und um sie herumführt. Von der Nordseite aus steigt man dann zwischen den beiden Gipfeln zunächst in die Scharte hoch, wobei man etwas klettern muss.
Ari Trausti beschreibt auch einen Weg, der vom Tal heraufführt. Er beginnt etwas nördlich von Bjarkalundur und folgt der Schlucht Deildargil, die man zu seiner Rechten liegen lässt.
Auf dem südlichen Gipfel kann man sich in ein Gipfelbuch eintragen.
Die Aussicht rundum ist bei schönem Wetter sehr gut. Sie umfasst den Breiðafjörður bis zum Snæfellsjökull ebenso wie die südlichen Westfjorde.